# هنري فيون
هنري فيون (بالألمانية: Henri Veillon) (و. 1865 – 1932 م) هو فيزيائي، وأستاذ جامعي من سويسرا . ولد في لوزان .
توفي في بازل ، عن عمر يناهز 67 عاماً.

## مناصب وهيئات
أدار جامعة بازل.